# East FM
East FM var en privat lokalradiostation i Östergötland.

## Historia
Norrköpingskoncessionen 100,9 blev intressant efter att Norrköpings Radio & Co beslutat att lägga ner sina tidigare radiostationer i Östergötland och Sörmland, Radio Match och Gold FM på grund av de dyra  koncessionsavgifterna för de fyra licenserna. Exempelvis betalade man 1 288 500 kronor per år för 106,5 i Norrköping (inklusive tre slavsändare).
Nätverkets tredje radiostation, International FM, sände på en koncession vilken endast hade en avgift på 42 000. Dessa licenser har dock ofta strikta krav på lokalt producerat material. Under sin existens fälldes stationen flera gånger av granskningsnämnden för att man inte hade tillräckligt lokalt förankrade sändningar. Kanalens långsamma start kritiserades även av konkurrenter, som ansåg att International FM var en ursäkt för licensinnehavaren Radio & Co att behålla sin dominerande ställning på den lokala marknaden.
I mars år 2006 meddelades att stationen skulle få ny inriktning, och dessutom även börja sända över Linköping. Den nya stationen fick namnet ”East FM”, vilket Radio Match (106,5) i Norrköping hette mellan åren 1991 och 1997. Den 18 april samma år klockan 15:00 ersattes International FM med East FM.
Stationen sände på Norrköpingskoncessionen 100,9 MHz och en slavsändare i Linköping på 103,2 MHz.
2018 var det dags att förnya sändningstillståndet genom auktion, en budgivning som East FM förlorade. Därför lades stationen ned den 31 juli 2018. East FM var en del av Norrköping Radio & Co, som i sin tur ingår i NTM-koncernen.